# Player versus Environment
Player versus Environment (PvE), zu Deutsch „Spieler gegen Umgebung“, bezeichnet einen Spielmodus in Massively Multiplayer Online Role-Playing Games. Bei PvE steht im Gegensatz zu Player versus Player (PvP) das Besiegen computergesteuerter Gegner im Vordergrund und nicht ein gegenseitiges Kräftemessen zwischen einzelnen Spielern. Der größte Unterschied zum PvP ist eine meist ungestörte Spielweise, da ein Griefing anderer Spieler nicht zwingend vorkommt.
PvE gilt, im Gegensatz zu PvP, als das „Standardspielprinzip“. Inhalt ist vor allem das Entwickeln der eigenen Spielfigur durch Lösen von Aufgaben.